# Narziss (Brachvogel)
Narziss (ursprünglich in der Schreibung Narciß) ist ein Trauerspiel in fünf Aufzügen von Albert Emil Brachvogel. Die Uraufführung erfolgte 1856 in Berlin. Das heute vergessene Stück war äußerst erfolgreich und über Jahrzehnte auf den deutschsprachigen Bühnen präsent.

## Inhalt
Die titelgebende Person des Stücks ist Narziss Rameau (Narziss ist sein Vorname), den Brachvogel aus Diderots philosophischem Dialog Rameaus Neffe übernommen hat. Brachvogel versetzt diese Figur allerdings in eine konkrete historische Situation, das Jahr 1764, in den Umkreis des französischen Königshofes zur Zeit Ludwigs XV.
Der eigentlich gut veranlagte Narziss Rameau ist durch ein einschneidendes Erlebnis in seiner Vergangenheit zum nihilistischen Zyniker geworden. Bissig gibt er seiner Verachtung der Gesellschaft freien Lauf und zieht dadurch Aufmerksamkeit auf sich.
Zur gleichen Zeit strebt Madame de Pompadour die Heirat mit dem König an, um ihre Macht zu festigen. Allerdings ist der Stern der Pompadour bereits am Sinken, der König selbst ist ihrer überdrüssig, die Partei der Königin (Maria Leszczyńska) arbeitet an ihrem Sturz. Das Werkzeug dafür soll Narziss sein.
Denn auf einer Spazierfahrt hat die Pompadour beim Anblick eines Vagabunden vor Schreck den Namen „Narziss“ ausgerufen, woraufhin sie zusammenbrach. Choiseul-d’Amboise gelingt es herauszufinden, was es damit auf sich hat. Der „Narziss“, dessen Erblicken die Pompadour zu Tode erschreckt hat, ist kein anderer als ihr erster Mann, den sie ehelichte, als sie noch Jeanette Poisson, die Tochter eines Gewürzkrämers, war. Ihrem Streben nach Ruhm folgend, verließ sie damals ihren Mann und sah ihn nie wieder.
Choiseul-d’Amboise fasst einen Plan: Er möchte die Pompadour von Angesicht zu Angesicht mit Narziss konfrontieren in der Hoffnung, dass sie diesen neuerlichen Schreck nicht überlebe. Daher organisiert er aus Anlass der angeblich bevorstehenden Hochzeit mit dem König eine Theateraufführung mit dem Titel „Athalia, Königin von Juda“.
Im Stück sollen dann die Schauspielerin Doris Quinault und Narziss selbst den Ehebruch auf der Bühne reproduzieren, woraufhin der Anblick von Narziss der Pompadour den Rest geben soll. Genau das geschieht auch. Der anfänglichen Freude über das Wiedersehen folgt eine Tirade des Narziss gegen seine untreue Frau, woraufhin die Pompadour stirbt. Narziss, dem Wahnsinn verfallen, stirbt ebenfalls.

## Aufführungsgeschichte
„Narciss steht an der Spitze der Aufführungsstatistik für das 19. Jahrhundert und wurde zehnmal so oft gespielt wie alle Stücke Hebbels zusammengenommen.“

## Kritik
Trotz seiner Langlebigkeit auf der Bühne erntete das Stück einige negative zeitgenössische Kritiken. So schreib etwa Theodor Fontane in einer Aufführungskritik vom 11. Dezember 1881:
„Was ich bei diesem Stück leide, spottet jeder Beschreibung. Ich habe, trotz meiner hohen Semester, immer noch die Schwäche, solche Geschichten ernsthaft zu nehmen und allgemeinere Betrachtungen daran zu knüpfen. Und da steigt es mir denn jedesmal heiß zu Kopf, wenn ich mir herausrechne, dass dieser Kolossal-Unsinn nun schon an die 30 Jahre die deutsche Bühne beherrscht.“

## Ausgaben
- Narziss im Volltext bei Zeno.org
- Scan der 7. Auflage (Jena, Hermann Costenoble, [1891])